# Жилкін Степан Степанович
Степан Степанович Жилкін (28 березня 1873, Єнісейська губернія, тепер Красноярський край, Російська Федерація — 1926) — російський та радянський науковець, уповноважений Центрального Статистичного Бюро УСРР (Всеукрстатбюро), професор.

## Життєпис
Народився в родині лікаря в Єнісейській губернії. Отримав вищу юридичну освіту в Москві.
З липня 1904 року працював завідувачем оцінювально-статистичного відділу Харківської губернської земської управи, який у 1919 році було перетворено у відділ поточної статистики Харківської губернської Ради Народного Господарства, а надалі в Харківське губернське статистичне бюро.
У червні 1920 року при Харківському губернському статистичному бюро було створено Виконавче бюро Ради статистиків, на яке Радою народних комісарів УСРР тимчасово було покладено функції ще неіснуючого Центрального Статистичного Бюро УСРР (Всеукрстатбюро).
З червня 1920 по травень 1921 року — голова Виконавчого бюро, а потім уповноважений Центрального Статистичного Бюро УСРР (Всеукрстатбюро).
У травні 1921 року професора Степана Жилкіна було засуджено надзвичайною сесією Харківського губернського революційного трибуналу в справі так званого «Національного центру» до п'яти років примусових робіт з ув'язненням та використанням за фахом. Після звернення письменника Короленка В. Г. та клопотання голови Центрального правління кам'яновугільної промисловості Донбасу П'ятакова Г. Л. питання щодо Степана Жилкіна 15 червня 1921 року розглядалося на засіданні президії Всеукраїнського Центрального Виконавчого Комітету (ВУЦВК), де було вирішено направити Жилкіна у розпорядження Центрального правління кам'яновугільної промисловості Донбасу до м. Бахмута як спеціаліста-статистика.
Був активним учасником всесоюзних та республіканських форумів статистиків. Зокрема, на Третьому Всеросійському статистичному з'їзді (листопад 1922 року) професора Жилкіна персонально обрали до складу президії і за результатами голосування учасників з'їзду він увійшов до складу Ради у справах статистики. Протягом 1920-х років опублікував декілька праць з питань статистики.
Помер у 1926 році.